# Chihuahua Fútbol Club
El Chihuahua Fútbol Club, conocido más comúnmente como Chihuahua F.C. fue un equipo de fútbol mexicano (futbol, en ese país) de la Liga Premier, con sede en la ciudad de Chihuahua, Chihuahua.

## Historia
Sus antecedentes en el ámbito futbolístico fueron: el Atlético Chihuahua de tercera división, los Dorados de Chihuahua, y el Club Universidad Autónoma de Chihuahua, estos últimos pertenecientes a la segunda división mexicana, los cuales tuvieron efímera existencia.
En mayo del 2022 a través de una conferencia de prensa con la presencia de autoridades del deporte en Chihuahua y de la Liga Premier de Futbol se presentó al nuevo equipo del balompié azteca.
Bajo la coordinación de la empresa Xoy Capital y la Universidad Autónoma de Chihuahua, se aseguró que de ofrecer una nueva alternativa para la afición de la ciudad, el proyecto brindaría la posibilidad de que los nuevos talentos se puedan desarrollar. Esto con el fin de impulsar el crecimiento del futbol en el estado de Chihuahua.
El equipo debutó oficialmente el 26 de agosto de 2022, en su primer encuentro el Chihuahua F.C. empató a un gol con Cimarrones de Sonora "B", el delantero Diego Gama anotó el primer tanto en la historia de la institución el cual se dio al minuto 48 del partido.
En su primer torneo el equipo logró clasificarse para la liguilla de la Liga Premier – Serie A tras conseguir 21 puntos producto de seis victorias, tres empates y una derrota. Ya en la etapa final el Chihuahua F.C. eliminó a Los Cabos United en los cuartos de final con un global de 3-2, sin embargo, el equipo chihuahuense fue derrotado en semifinales por el Tampico Madero con un agregado de 3-2, por lo que se quedó a un paso de alcanzar la final en su torneo debut.
En su segundo torneo el Chihuahua F.C. consiguió terminar la fase regular como líder de su grupo, a pesar de enfrentar la salida de su entrenador Diego López, quien renunció de su cargo por motivos personales. Carlos Kanahan tomó el mando del equipo y finalizó el torneo dirigiendo la liguilla. En la ronda de cuartos de final los chihuahuenses eliminaron al Deportivo Dongu por un marcador global de 3-1, sin embargo, el equipo volvió a caer en las semifinales, en esta ocasión ante el Inter Playa del Carmen, quienes se impusieron con un agregado de 3-1, volviendo a dejar al equipo de Chihuahua a las puertas de la final del torneo y la consecuente opción de ascender de categoría.

### Crisis y desafiliación del club
La segunda temporada del club comenzó de gran manera ya que el Chihuahua FC en pocas semanas de la competencia consiguió afianzarse como el mejor equipo de la categoría, por lo que se había convertido en el favorito para hacerse con el título de la Liga Premier Serie A. Sin embargo, mientras esto ocurría en el terreno de juego, en el ámbito administrativo empezaba a notarse un futuro complicado para este equipo, ya que Yox Holding, la empresa financiera que daba soporte económico a la escuadra chihuahuense, comenzaba a presentar irregularidades y a ser sometida a procesos legales que acusaron a la compañía de cometer fraude. Además del Chihuahua FC, Yox Holding era propietaria o daba soporte financiero a los equipos Libertadores de Querétaro de la LNBP; Generales de Durango de la LMB y Reds de la LFA, siendo los tres equipos ajenos al fútbol los primeros en presentar problemas de viabilidad tras el conflicto legal de la empresa.
En un principio parecía que el Chihuahua FC estaba al margen del conflicto legal de Yox, ya que se aseguraba que el club tenía cubierto el presupuesto para finalizar la temporada, sin embargo, en febrero de 2024 el equipo comenzó a entrar en dificultades financieras derivadas del problema legal, por otro lado, su propietario, Carlos Lazo, escapó del país y fue colocado en la lista de búsqueda de la Interpol, dejando a la deriva al Chihuahua FC y al resto de equipos que poseía.
El 28 de febrero el equipo de Tercera División del club dejó de participar en esa categoría como consecuencia de esta situación. A principios del mes de marzo los jugadores comenzaron a abandonar al club y dar por hecha la desaparición del equipo debido a que dejó de recibir cualquier tipo de financiación. Sin embargo, los aficionados y algunos empresarios locales iniciaron una campaña para tratar de salvar al cuadro representativo de la capital chihuahuense del proceso de desafiliación, aunque finalmente esta campaña no logró conseguir su objetivo.
Derivado de los problemas que enfrentó el equipo, el 20 de marzo de 2024 el Chihuahua Fútbol Club dejó de existir al ser desafiliado por la Liga Premier, terminando con la corta historia de la escuadra chihuahuense.

## Estadio
El Estadio Olímpico Universitario de la Universidad Autónoma de Chihuahua es la casa del Chihuahua F.C. desde que el equipo fue fundado. Fue inaugurado el 24 de mayo de 2007 y cuenta con una capacidad para 22 mil aficionados, y actualmente es compartido con las Águilas UACH de la ONEFA y los Caudillos de Chihuahua de la Liga de Fútbol Americano Profesional de México.

## Directores Técnicos
- Diego López (2022-2023)
- Carlos Kanahan (2023)
- Alejandro Pérez (2023-2024)

## Temporadas
| Temporada     | División          | Posición                  |
| ------------- | ----------------- | ------------------------- |
| Apertura 2022 | 3.Segunda Serie A | 3o. Grupo I (Semifinales) |
| Clausura 2023 | 3.Segunda Serie A | 1.º Grupo I (Semifinales) |